# Henrik Neubauer
Henrik Neubauer (* 15. April 1997 in Sunne) ist ein schwedisch-österreichischer Eishockeyspieler, der seit Mai 2024 bei den Black Wings Linz in der ICE Hockey League unter Vertrag steht.

## Karriere
Neubauer, Sohn einer Schwedin und eines Österreichers, wuchs in Schweden auf und durchlief die gesamte Nachwuchsabteilung bei Färjestad BK. Durch starke Leistungen in der schwedischen U18-Liga kam Neubauer auch zu Einsätzen in der schwedischen U17-Nationalmannschaft. Nach sechs Einsätzen in Schwedens höchster Liga wechselte Neubauer zur Saison 2017/2018 nach Österreich zu den Dornbirn Bulldogs.
Im Juni 2019 unterschrieb Neubauer einen Vertrag bei den Vienna Capitals.
Im Mai 2020 nahm ihn der HC Dalen aus der schwedischen Hockeyettan unter Vertrag.
Nach einer Saison bei Dalen wechselte er im April 2021 zum österreichischen Zweitligisten EK Zell am See. In den folgenden zwei Saisonen avancierte Neubauer bei den Eisbären zum Leistungsträger und wurde im Mai 2023 überraschend in den Kader der österreichischen Nationalmannschaft für die Weltmeisterschaft 2023 in Tampere nominiert. Nach dem Turnier einigten sich die Zeller und Neubauer auf eine vorzeitige Vertragsauflösung, sodass er im Juni 2023 zum schwedischen Zweitligisten Västerviks IK wechselte.
Im Mai 2024 wechselte Neubauer zurück in die ICE Hockey League zu den Black Wings Linz.

## Erfolge und Auszeichnungen
- 2023 Österreichischer Zweitligameister mit dem EK Zell am See

## Karrierestatistik
(Legende zur Spielerstatistik: Sp oder GP = absolvierte Spiele; T oder G = erzielte Tore; V oder A = erzielte Assists; Pkt oder Pts = erzielte Scorerpunkte; SM oder PIM = erhaltene Strafminuten; +/− = Plus/Minus-Bilanz; PP = erzielte Überzahltore; SH = erzielte Unterzahltore; GW = erzielte Siegtore; 1 Play-downs/Relegation; Kursiv: Statistik nicht vollständig)